# Xian de Yuechi
Le xian de Yuechi (岳池县 ; pinyin : Yuèchí Xiàn) est un district administratif de la province du Sichuan en Chine. Il est placé sous la juridiction de la ville-préfecture de Guang'an.

## Démographie
La population du district était de 1 108 171 habitants en 1999.